# Istituto del clero patriarcale di Bzommar

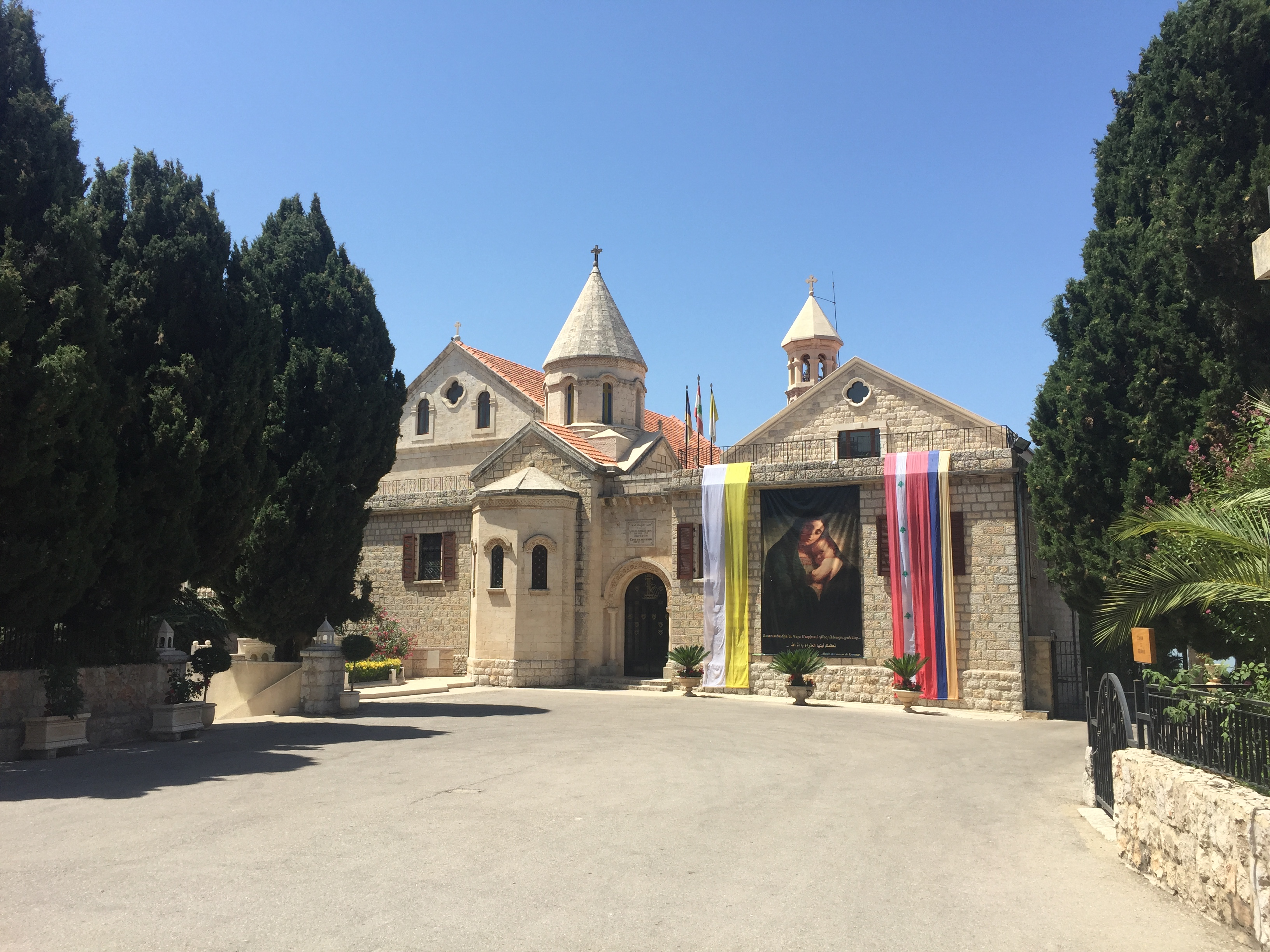

L'Istituto del clero patriarcale di Bzommar (in francese Institut du Clergé Patriarcal de Bzommar; sigla I.C.P.B.) è una società di sacerdoti alle dipendenze del patriarca armeno-cattolico di Cilicia.

## Storia
Le origini della società risalgono al 1740, quando venne restaurata la sede patriarcale di Cilicia degli Armeni a opera di Abramo Pietro I e si rese necessaria la formazione di clero per l'apostolato missionario tra le genti armene sparse nel mondo; per questi sacerdoti, direttamente dipendenti dal patriarca, nel 1749 Giacomo Pietro II eresse un convento a Bzommar, in Libano. Il patriarca Michele Pietro III (1753-1780) diede ai sacerdoti che conducevano vita comune a Bzommar un regolamento che stabiliva per i membri della società un modo di vivere simile a quello dei monaci armeni.
Visto che la tradizione canonica armena non prevedeva l'emissione di voti solenni, i sodali della società di Bzommar non furono mai assimilabili ai religiosi occidentali: furono però sempre tenuti al celibato, a un giuramento di speciale obbedienza al patriarca, alla promessa di non tenere per sé nessuno dei beni ricevuti durante lo svolgimento del loro ministero e, quando possibile, alla vita comune.

## Organizzazione e diffusione
In base al diritto canonico delle Chiese orientali, riformato nel 1990, l'istituto è una società di vita comune "ad instar religiosorum" (CCEO, can. 554): è governato dal patriarca ed è sotto la protezione della Santa Sede; i membri emettono i voti di obbedienza e castità e la promessa di povertà.
I fini dell'istituto sono: la santificazione personale dei sodali, sostenere la fede cattolica nella nazione armena, l'esercizio del ministero sacerdotale e la formazione di missionari.
Nel 1986 i membri dell'istituto erano 45: operano presso le comunità di armeno-cattolici sparse nel mondo e sono presenti nei paesi del Medio e del Vicino Oriente, in Egitto, Grecia, Austria, Francia, Canada, Stati Uniti d'America, Brasile e Australia.